# Хиросаки (княжество)
Княжество Хиросаки (яп. 弘前藩 Хиросаки-хан), также известно как Княжество Цугару (яп. 津軽藩 Цугару-хан) — феодальное княжество (хан) в Японии периода Эдо (1590—1871), в провинции Муцу региона Тосандо на севере острова Хонсю (современная префектура Аомори).
Дочернее княжество: Куроиси-хан (1809—1871)

## История княжества
Административный центр княжества: замок Хиросаки (современный город Хиросаки, префектура Аомори).
Доход хана:
- 1590—1607 годы — 47 000 коку риса
- 1607—1791 годы — 50 000 коку
- 1791—1825 годы — 117 000 коку риса
- 1825—1871 годы — 217 000 коку

Род Цугару, изначально известный как род Оура (大浦氏 Оура-си), первоначально подчинялся роду Намбу и владел частью северной провинции Муцу. Оура Тамэнобу (1550—1608) восстал против своего господина Намбу Нобунао и получил поддержку Тоётоми Хидэёси. Оура Тамэнобу изменил свою фамилию на Цугару и в 1590 году помогал Тоётоми Хидэёси во время осады замка Одавара и находился в его свите в Хидзэне во время корейской кампании. В том же 1590 году Тоётоми Хидэёси утвердил за Цугару Тамэнобу его домен в провинции Муцу. В 1600 году он поддержал Токугава Иэясу в битве при Сэкигахара, в результате чего его доход был увеличен до 47 000 коку риса. Цугару Тамэнобу сохранил за собой область Хиросаки и увеличил свои владения в провинции Муцу.
Тамэнобу наследовал его сын Цугару Нобухира (1607—1631), который был крещен под именем Кристиан. Вначале Цугару Нобухира одержал победу на фракцией, которая поддерживала его племянника Цугару Куматиё (1600—1623). Первоначально Нобухира предоставил убежище многим христианам, преследуемым по всей Японии, но позже отказался от христианства и вернулся в буддизм. Он завершил строительство замка Хиросаки и порта Аомори в заливе Муцу.
3-м даймё Хиросаки-хана стал Цугару Нобуёси (1631—1655), сын Нобухиры. В его правление Хиросаки-хан был потрясен серией крупных беспорядков, которые потрясли род Цугару: Бунт Косака Курандо (高坂蔵人の乱) в 1612 году, Волнение Фунабаси (船桥騒动) в 1634 году и Волнение Сёхо (正保騒动) в 1647 году.
4-й правитель Цугару Нобумаса (1656—1710) был учёным и приступил к амбициозным общественным работам, направленным на повышение доходной части домена. Однако в 1695 году княжество пережило неурожай и голод.
Его сын и 5-й даймё Цугару Нобухиса (1710—1731) пытался продолжить проекты общественных работ своего отца. В его правление княжество пострадало от извержений вулкана Иваки. Игнорируя законы сёгуната о регулировании расходов, Нобухиса жил в роскоши, а его вассалы и подданные находились в нищете. В правление его сына Нобуаки (1731—1744) сгорел замок Хиросаки, столица княжества. 7-й даймё Цугару Нобуясу (1744—1784) и 8-й даймё Цугару Нобуакира (1784—1791), внук и правнук Нобухисы, унаследовали княжество в глубоких долгах. В это время Хиросаки-хан страдал от постоянных извержений вулкана Иваки, неурожаев и голода.
В 1791 году после смерти Цугару Нобуакиры, не оставившего после себя наследника, новым правителем княжества стал бывший хатамото Куроиси-хана Цугару Ясутика (1791—1825), который происходил из ветви рода Цугару, правившей в Куроиси-хане. Он добился в 1809 году создания дочернего княжества Куроиси. Цугару Ясутика осуществил много реформ, которые восстановили относительную стабильность в княжестве. В 1821 году он пережил покушение со стороны Сома Дайсаки, бывшего вассала рода Намбу, издавна враждовавшего с родом Цугару.
В начале правления своего сына Цугару Нобуюки (1825—1839) Ясутика сохранял реальную власть в домене. Нобуюки наследовал Цугару Юкицугу (1839—1859), который был сыном Мацудайры Нобуакиры, даймё Ёсида-хана в провинции Микава. В 1821 году он был принят в качестве наследника Цугару Тикатари, 1-го даймё Куроиси-хана. В 1825—1839 годах Цугару Юкинори правил в домене Куроиси. В 1839 году бакуфу отправило в отставку 10-й даймё Цугару Нобуюки, обвиненного в бездеятельности. Цугару Юкинори изменил имя на Цугару Юкицугу и стал 11-м правителем Хиросаки-хана. Он попытался продолжать реализацию многих из реформ, инициированных Цугару Нобуакирой. Он стремился восстановить докризисное положение в княжестве, открывал новые рисовые поля, создал литейный цех для отливки пушек, и попытался модернизировать вооруженные силы и медицину в своём уделе за счет внедрения Рангаку.
Последним (12-м) даймё стал его сын Цугару Цугуакира (1859—1871), правивший в бурный период Бакумацу. Во время Войны Босин (1868—1869) Хиросаки-хан вначале поддержал про-императорские силы Союза Саттё и совершил нападение на близлежащий Цуруока-хан. Затем род Цугару изменил своё политический курс и на короткое время присоединился к Северному союзу. Однако вскоре по неясным причинам Хиросаки-хан вышел из Северного союза и вновь присоединился к про-императорским силам, участвуя в битвах при Нохедзи и Хакодатэ. В 1869 году даймё Цугару Цугуакира был назначен императором Мэйдзи губернатором своего княжества.
В июле 1871 года Ситинохэ-хан ликвидирован. Территория княжества была включена в состав новой префектуры Аомори.

## Правители княжества
- Род Цугару, 1590—1871 (тодзама-даймё)

| №  | Имя              | Имя       | Годы правления | Годы жизни  | Примечания                                                                      |
| -- | ---------------- | --------- | -------------- | ----------- | ------------------------------------------------------------------------------- |
| 1  | Цугару Тамэнобу  | 津軽 為信 | 1590 — 1607    | 1550 — 1608 | Сын Оуры Моринобу (1524—1568)                                                   |
| 2  | Цугару Нобухира  | 津軽信枚  | 1607 — 1631    | 1586 — 1631 | Третий сын Цугару Тамэнобу                                                      |
| 3  | Цугару Нобуёси   | 津軽信義  | 1631 — 1655    | 1619 — 1655 | Старший сын Цугару Нобухиры                                                     |
| 4  | Цугару Нобумаса  | 津軽信政  | 1656 — 1710    | 1646 — 1710 | Старший сын Цугару Нобуёси                                                      |
| 5  | Цугару Нобухиса  | 津軽信寿  | 1710 — 1731    | 1669 — 1746 | Старший сын Цугару Нобумасы                                                     |
| 6  | Цугару Нобуаки   | 津軽信著  | 1731 — 1744    | 1719 — 1744 | Старший сын Цугару Нобуоки                                                      |
| 7  | Цугару Нобуясу   | 津軽信寧  | 1744 — 1784    | 1739 — 1784 | Старший сын и преемник Цугару Нобуаки                                           |
| 8  | Цугару Нобуакира | 津軽信明  | 1784 — 1791    | 1762 — 1791 | Старший сын Цугару Нобуясу                                                      |
| 9  | Цугару Ясутика   | 津軽寧親  | 1791 — 1825    | 1765 — 1833 | Старший сын Цугару Акитаки, усыновлён 8-м даймё Хиросаки-хана Цугару Нобуакирой |
| 10 | Цугару Нобуюки   | 津軽信順  | 1825 — 1839    | 1800 — 1862 | Младший сын Цугару Ясутики                                                      |
| 11 | Цугару Юкицугу   | 津軽順承  | 1839 — 1859    | 1800 — 1865 | Пятый сын Мацудайры Нобуакиры, усыновлён Цугару Нобуюки                         |
| 12 | Цугару Цугуакира | 津軽承昭  | 1859 — 1871    | 1840 — 1916 | Четвертый сын Хосокавы Наримори, усыновлён Цугару Юкицугу                       |